# Themis Bazaka
Themis Bazaka, född 3 mars 1957 i Thessaloniki i Grekland, är en grekisk skådespelare.

## Roller (urval)
1. Alithini Zoi (2004)
2. Fevga (2002) TV-serie
3. O Paradeisos Einai Prosopiki Ypothesi (2002)
4. I Akrovates Tou Kipou (2001)
5. Annas Sommer (2001) TV-serie
6. I Gynaikes Tis Zois Tis  (2001) TV-serie
7. The Attack of the Giant Mousaka (2000)
8. Signs & Wonders (2000)
9. San Adelfes (1999) TV-serie
10. Taxim (1999) TV-serie
11. Apon (1995) TV-serie
12. Acropol (1995)
13. Kouarteto Se 4 Kiniseis (1994) TV-serie
14. Gynaikes  (1992) TV-serie
15. Isiches Meres Tou Avgoustou (1991)
16. Ypografi Priftis (1991) TV-serie

## Fotnoter
1. ↑  Internet Movie Database, IMDb-ID: nm0063274co0047972, läst: 11 januari 2016.[källa från Wikidata]
2. ↑  Freebase Data Dumps, Google.[källa från Wikidata]
3. ↑  Katalog der Deutschen Nationalbibliothek, Deutsche Nationalbibliotheks katalog-id-nummer: 1061304140, läst: 26 juni 2020.[källa från Wikidata]